# Boscarla
Les boscarles, conegudes com a xitxarres al País Valencià, són un grup de petits ocells que formen el gènere Acrocephalus, dins la família dels acrocefàlids (Acrocephalidae) i l'ordre dels passeriformes.
Es tracta d'un grup d'ocells de colors marrons, poc vistosos, normalment associats amb pantans o altres aiguamolls. Alguns són ratllats mentre que d'altres no tenen cap dibuix. Moltes espècies són migratòries, sobretot les que crien en zones de clima temperat.
Malgrat que moltes de les espècies són molt conegudes, Acrocephalus orinus va ser descoberta el 1867 i no es va tornar a observar fins al 2006 a Tailàndia. El 2009 es va tornar a observar a Afganistan.
Als Països Catalans nidifiquen normalment el balquer, la boscarla mostatxuda i la boscarla de canyar. Com a migrants o amb presència esporàdica, també es poden albirar altres espècies com ara les boscarles dels arrossars, d'aigua, menjamosquits, dels joncs o dels matolls.

## Taxonomia
Segons la classificació del Congrés Ornitològic Internacional (versió 13.1, 2023), el gènere conté 42 espècies:
- Acrocephalus griseldis - boscarla de Bàssora.
- Acrocephalus brevipennis - boscarla de Cap Verd.
- Acrocephalus rufescens - boscarla bruna.
- Acrocephalus gracilirostris - boscarla becfina.
- Acrocephalus newtoni - boscarla de Madagascar.
- Acrocephalus sechellensis - boscarla de les Seychelles.
- Acrocephalus rodericanus - boscarla de Rodrigues.
- Acrocephalus arundinaceus - balquer.
- Acrocephalus orientalis - boscarla oriental.
- Acrocephalus stentoreus - boscarla cridanera.
- Acrocephalus australis - boscarla australiana.
- Acrocephalus familiaris - boscarla de Nihoa.
- Acrocephalus luscinius - boscarla de Guam.
- Acrocephalus hiwae - boscarla de Saipan.
- Acrocephalus nijoi - boscarla d'Aguijan.
- Acrocephalus yamashinae - boscarla de Pagan.
- Acrocephalus astrolabii - boscarla de Mangareva.
- Acrocephalus rehsei - boscarla de Nauru.
- Acrocephalus syrinx - boscarla de les Carolines.
- Acrocephalus aequinoctialis - boscarla de Kiritimati.
- Acrocephalus percernis - boscarla de les Marqueses septentrionals.
- Acrocephalus caffer - boscarla de Tahití.
- Acrocephalus longirostris - boscarla de Moorea.
- Acrocephalus musae - boscarla de Forster.
- Acrocephalus mendanae - boscarla de les Marqueses meridionals.
- Acrocephalus atyphus - boscarla de les Tuamotu.
- Acrocephalus kerearako - boscarla de les Cook.
- Acrocephalus rimitarae - boscarla de Rimatara.
- Acrocephalus taiti - boscarla de l'illa de Henderson.
- Acrocephalus vaughani - boscarla de Pitcairn.
- Acrocephalus bistrigiceps - boscarla cellanegra.
- Acrocephalus melanopogon - boscarla mostatxuda.
- Acrocephalus paludicola - boscarla d'aigua.
- Acrocephalus schoenobaenus - boscarla dels joncs.
- Acrocephalus sorghophilus - boscarla estriada.
- Acrocephalus concinens - boscarla de Swinhoe.
- Acrocephalus tangorum - boscarla de Manxúria.
- Acrocephalus orinus - boscarla becuda.
- Acrocephalus agricola - boscarla d'arrossar.
- Acrocephalus dumetorum - boscarla de Blyth.
- Acrocephalus scirpaceus - boscarla de canyar.
- Acrocephalus palustris - boscarla menjamosquits.

La boscarla africana (Acrocephalus baeticatus) és ara considerada un grup subespecífic de la boscarla de canyar (Acrocephalus scirpaceus).